# 国务院港澳事务办公室
国务院港澳事务办公室，简称国务院港澳办或港澳辦，是中华人民共和国国务院的办事机构，自2023年起是中共中央港澳工作办公室加挂的牌子，编制列入中共中央直属机构序列，不列入国务院机构编制。
国务院港澳办原负责协助国务院总理办理香港、澳門事務。2023年3月党和国家机构改革中，在原国务院港澳办基础上组建中共中央港澳工作办公室，中央港澳办加挂国务院港澳办牌子。
建制撤销前，中国共产党中央港澳工作领导小组的办事机构中央港澳工作领导小组办公室设在国务院港澳办，负责协助中共中央和中央港澳工作领导小组成员办理港澳事务，承擔在貫徹落實「一國兩制」方針、落實中央全面管治權、依法治港治澳、維護國家安全、保障民生福祉、支持港澳融入國家發展大局等多方面調查研究、統籌協調、督促落實職責。

## 沿革
2023年3月16日，根据中共中央印发的《党和国家机构改革方案》，组建中央港澳工作办公室，在国务院港澳事务办公室基础上组建，作为党中央办事机构，保留国务院港澳事务办公室牌子。不再保留单设的国务院港澳事务办公室。

## 职责
建制撤销前，根据《國務院港澳事务办公室職能配置、內設機構和人員編制規定》，港澳办承担下列职能：
1. 贯彻执行“一国两制”方针和中央对香港、澳门的政策规定，执行香港特别行政区基本法、澳门特别行政区基本法。
2. 了解香港、澳门的有关情况，提出政策建议。
3. 负责与香港、澳门特别行政区政府的有关工作联系。
4. 承办国务院交办的与香港、澳门有关的法律事宜，就基本法实施涉及的相关法律问题研究提出意见。
5. 负责指导和管理内地与香港、澳门因公往来的有关事务，协同有关部门和地方推动与香港、澳门在经济、科技、文化等领域的交流与合作。
6. 参与拟订对驻香港、澳门中资机构有关管理的政策，参与内地企业和中资机构在香港、澳门的有关协调工作。
7. 对中央驻香港、澳门机构提出的有关事宜提供意见、建议和工作协助。
8. 承办国务院交办的其他事项。

## 机构设置
建制撤销前，根据《国务院港澳事务办公室职能配置、内设机构和人员编制规定》，港澳办设置下列机构（均为正司局级）：

### 内设机构
- 秘书行政司
- 综合司
- 政研司
- 联络司
- 交流司
- 法律司
- 宣传司
- 安全事务司
- 机关党委（人事司）

### 直属事业单位
- 港澳研究所
- 机关服务中心

## 历任领导
国务院港澳事务办公室
| 主任 1. 廖承志（1978年－1983年） 2. 姬鹏飞（1983年－1990年） 3. 鲁平（1990年11月16日－1997年7月28日） 4. 廖晖（1997年7月28日－2010年10月8日） 5. 王光亚（2010年10月8日－2017年9月22日） 6. 张晓明（2017年9月22日－2020年2月13日） 7. 夏寶龍（2020年2月13日－2023年3月；全国政协副主席兼，副国级） 分管日常工作的副主任（简称「常务副主任」） …… - 陳佐洱（？－2008年3月25日） - 张晓明（2020年2月13日－2022年6月28日，正部长級） | 副主任 - 王魯明（1980年6月－？） - 李钟英（1980年6月後－1998年11月） - 王鳳超（1994年1月－1998年7月） - 徐澤（2001年5月11日－2004年7月3日；2013年6月8日－2015年4月10日） - 张晓明（2004年7月3日－2012年12月18日） - 周波（2003年5月1日－2016年12月27日） - 华建（2008年3月25日－2013年6月8日） - 馮巍（2014年7月4日－2018年12月29日） - 王志民（2015年4月10日－2016年7月19日） - 宋哲（2016年12月27日－2022年3月11日） - 黄柳权（2016年12月27日－2022年11月30日） - 邓中华（2018年12月29日－2022年3月11日） - 傅自应（2020年2月13日－2022年5月30日，正部长級） - 駱惠寧（2020年2月13日－2023年1月14日，正部长級） - 王灵桂（2022年3月11日－2023年3月） - 杨万明（2022年4月20日－2023年3月） |

中共中央港澳工作办公室（国务院港澳事务办公室）
| 主任 1. 夏宝龙（2023年7月－，原副國級） 分管日常工作的副主任（常务副主任） 1. 周霁（2023年7月－2025年5月，正部长级） | 副主任 - 杨万明（2023年7月－2023年8月） - 王灵桂（2023年7月－） - 鄭雁雄（2023年7月－2025年5月，香港中联办主任兼） - 郑新聪（2023年7月－，澳门中联办主任兼） - 农融（2024年2月－） - 周霁（2025年5月－，香港中联办主任兼） 室务会成员 - 施克辉（2023年7月－，驻办纪检监察组组长兼） - 向斌（2023年7月－，兼秘书行政司司长） |

## 驻办纪检监察组
中央纪律检查委员会国家监察委员会驻国务院港澳事务办公室纪检监察组，简称中央纪委国家监委驻港澳办纪检监察组，是中国共产党中央纪律检查委员会、中华人民共和国国家监察委员会设在国务院港澳事务办公室的派驻机构。

### 沿革
2013年11月中共十八届三中全会《中共中央关于全面深化改革若干重大问题的决定》要求：“全面落实中央纪委向中央一级党和国家机关派驻纪检机构，实行统一名称、统一管理。派驻机构对派出机关负责，履行监督职责。”2014年12月，中共中央制定出台《关于加强中央纪委派驻机构建设的意见》，为派驻全覆盖确定了时间表和路线图。2015年1月，经中共中央审批同意，中央纪委在中央办公厅、中央组织部、中央宣传部、中央统战部、全国人大机关、国务院办公厅、全国政协机关新设7家派驻机构，其中除全国人大机关、全国政协机关实行单独派驻外，其余5家实行综合派驻，共涵盖53个部门和单位。2015年3月下旬，中央纪委首次向这7家党和国家重要部门派驻纪检组。2015年4月，中央纪委驻国务院办公厅纪检组正式入驻国务院办公厅，负责归口监督国务院办公厅、国务院参事室、国家机关事务管理局、国务院港澳事务办公室、国务院法制办公室、国务院研究室、国务院发展研究中心、国家行政学院、国家信访局9家单位。2015年4月13日，驻国办纪检组召开第一次组长办公会议；4月20日召开第一次全组会议。2016年1月，中央纪委决定，组建中央纪委驻国务院港澳事务办公室纪检组，归口监督国务院港澳事务办公室、中央人民政府駐香港特別行政區聯絡辦公室、中央人民政府駐澳門特別行政區聯絡辦公室的紀檢监察工作。2018年，中央纪委驻港澳办纪检组更名为中央纪律检查委员会国家监察委员会驻国务院港澳事务办公室纪检监察组。2023年3月，在党和国家机构改革中，驻国务院港澳办纪检监察组随国务院港澳办建制撤销，更名组建为驻中央港澳办纪检监察组。

### 历任领导
组长
- 李秋芳（2016年1月－2017年5月）
- 潘盛洲（2017年5月－2021年1月）
- 施克辉（2021年1月－2023年3月）